# Schöpfungsmythos der Azteken

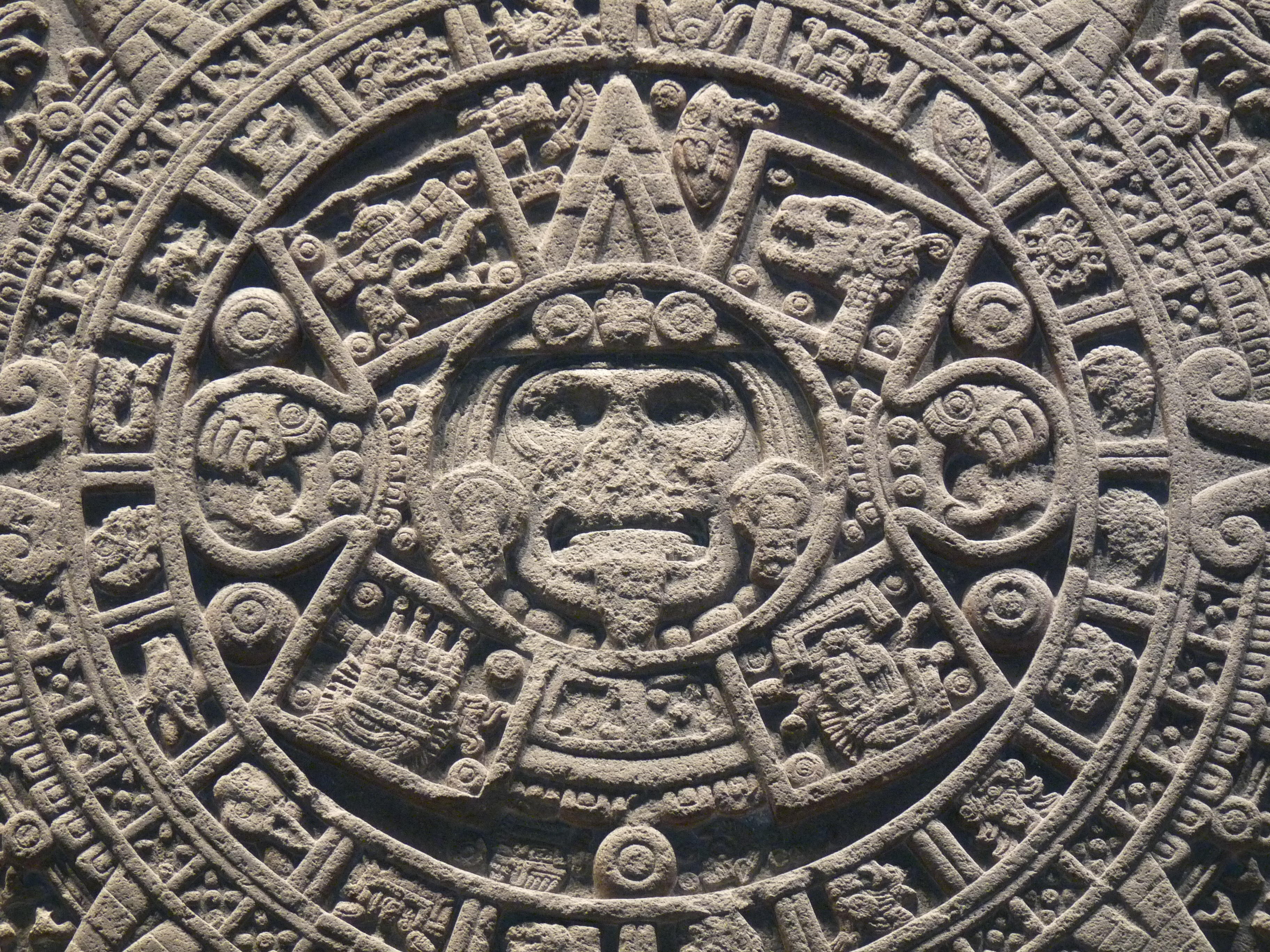
Zentraler Teil des Monolithen des Steins der Sonne, auch aztekischer Kalenderstein genannt (Nationalmuseum für Anthropologie und Geschichte, Mexiko-Stadt)

Wie viele andere Völker versuchten die Azteken die Entstehung der Erde zu erklären. Die Mythen und Vorstellungen sowie die Reihenfolge der Entstehung der verschiedenen Erden bzw. der Sonnen werden hier beschrieben.

## Die Entstehung der vier Sonnen
Nach den Vorstellungen der Azteken sind dieser Erde bereits vier andere Erden bzw. „Sonnen“ vorweggegangen, die jeweils einem der Elemente Feuer, Wasser, Erde und Wind zugeordnet worden sind. Die Zuordnung zu dem jeweiligen Element bezeichnet sowohl die Natur und die Zusammensetzung der Sonne sowie die Art ihres Untergangs.
Die Entstehung der ersten Sonne begann im letzten der dreizehn Himmel, wo das Schöpferpaar Tonacatecuhtli (Herr des Lebensunterhalts), der auch in einigen Quellen Ometecuhtli (Herr der Zweiheit) genannt wird, und Tonacacihuatl (Herrin des Lebensunterhalts) beziehungsweise Ometcuialt (Herrin der Zweiheit) vier Söhne zur Welt brachte. Als Erstes wurde der rote Tezcatlipoca (Rauchender Spiegel) geboren, anschließend der schwarze Tezcatlipoca, der später eine wichtige Rolle in den aztekischen Mythen spielen wird, als Dritter Quetzalcoatl (Gefederte Schlange) und als Vierter der Kriegs- und Sonnengott der Azteken, Huitzilopochtli.
Die vier Brüder erschufen die Erde, das Meer, das Feuer, die Unterwelt, die Himmel, das erste Menschenpaar und den heiligen Kalender. Der schwarze Tezcatlipoca soll über die erste Welt, der Erdsonne Naai Ocelotl (Vier Jaguar), geherrscht haben, die von Riesen bevölkert war, die so stark waren, dass sie mit bloßen Händen Bäume ausreißen konnten. Doch als Quetzalcoatl Tezatlipoca mit einem Stab ins Meer stieß und dieser wieder aus dem Fluten entstieg, verwandelte er sich in einen gewaltigen Jaguar. Bei seiner Rückkehr aus den Fluten folgt ihm eine Schar von wütenden Jaguaren, die sich auf die Riesen stürzen und sie komplett verschlingen.
Über die nächste Sonne, der Windsonne Naui Eecatl (Vier Wind), herrschte Quetzalcoatl. Quetzalcoatl wurde von Tezcatlipoca gestürzt, indem er Quetzalcoatl zu Boden trat. Auf Grund dessen wurde dieser, wie die gesamte Menschheit, von einem mächtigen Wind ergriffen und fortgeblasen. Die Nachkommen dieser Menschenrasse sollen die Affen sein, die hoch oben in den Bäumen hin und her schwingen.
Über die dritte Sonne, Regensonne Naui Quiauitl (Vier Regen), herrscht der Regengott Tlaloc, welche wiederum von Quetzalcoatl durch Feuerregen vernichtet wurde. Dieser Feuerregen soll die Menschen in Truthähne verwandelt haben. Tlalocs Gattin Chalchiuhtlicue („die mit dem Jaderock“), die Göttin der Flüsse und stehenden Gewässer, war die Herrin über die vierte Sonne, der Wassersonne Naui Atl (Vier Wasser). Eine große Flut zerstörte diese Erde, woraufhin die Menschen zu Fischen wurden.

## Die Entstehung der fünften Sonne
Über die Entstehung der fünften Sonne, Naui Ollin (Vier Bewegung oder Vier Erdbeben), die von Tonantzin beherrscht wird, gibt es mehrere Mythen. In einer Version schlossen sich Tezcatlipoca, Quetzalcoatl und vier weitere Gottheiten dem Schöpferpaar an. Gemeinsam legten sie vier Wege zum Mittelpunkt der Erde an und hoben den Himmel mit all seinen Regionen an. Um den Himmel abzustützen und zu tragen, verwandelten sich Tezcatlipoca und Quetzalcoatl in zwei mächtige Bäume.
In einer anderen Version erschaffen Tezcatlipoca und Quetzalcoatl die Erde, indem sie gemeinsam das Erdungeheuer Tlaltecuhtli zerstückeln, indem sie sich in riesige Schlangen verwandelten, sich um Tlatecuhtlis Körper wandten und diesen in Stücke zerrissen, dabei verwandelte sich der obere Teil des Erdungeheuers in die Erde und der untere Teil in die himmlischen Regionen. Die anderen Götter waren über die Tötung Tlaltecuhtlis empört und entschlossen sich, die geschundene Erde dadurch zu besänftigen, dass der Leib Tlatlecuhtlis der Ursprung aller Menschen und lebensnotwendigen Pflanzen werden sollte. Aus ihrem Haar wurden Bäume, Blumen und Kräuter, aus ihrer Haut sprossen Gräser und Wildblumen. Ihre Augen bildeten Brunnen, Quellen und kleine Grotten, ihr Mund die Flüsse und große Höhlen. Aus ihrer Nase entstanden Bergketten und Täler. Nachts soll man die Erdgöttin noch schreien hören, die nach Blut und Menschenherzen verlangt, die man ihr bringen muss, damit sie besänftigt werden kann und weiterhin Früchte und Pflanzen für die Menschen gedeihen lässt.
Nachdem die Erde und Menschen sowie ihre Nahrung erschaffen waren, berieten sich die Götter bei Teotihuacán, wer von ihnen die Sonne dieser Erde werden sollte, die Bewegungsonne Naui Ollin. Für die Aufgabe meldete sich ein arroganter Gott namens Tecuciztecal; als zweiter Bewerber wurde der bescheidene und aussätzige Nanahuatzin von den anderen Göttern ausgewählt. Während die beiden an zwei für sie errichteten Hügeln mehrtägige Buß- und Fastenübungen ablegten, wurde der Scheiterhaufen für die Opferung vorbereitet. Die Opfergaben des Tcuciztecals bestanden nur aus den kostbarsten und erlesensten Materialien, die des Nanahuatzin waren jedoch von geringem Wert. Nach dem vierten Tag der Bußübungen holten die anderen Götter die beiden Auserwählten und kleideten sie an. Tcuciztecal war reich geschmückt, wohingegen Nanahuatzin nur mit einem einfachen Papiergewand bekleidet war. Die anderen Götter umringten den seit vier Tagen brennenden Scheiterhaufen und forderten Tecuciztcal mit lauten Rufen dazu auf, in die Flammen zu springen. Tcuciztecal schaffte es jedoch auch nach dem vierten Versuch nicht, sich in die Flammen zu stürzen und hielt aus Angst jedes Mal inne. Anschließend riefen die Götter nach Nanhuatzin, der, ohne sich umzuschauen und zu zögern, auf die Flammen zu rannte und hineinsprang. Anschließend überwand sich Tecuciztecal und stürzte sich ebenfalls in die Flammen, ihm folgten Adler und Jaguar, wobei sich der Adler die Flügelspitzen versengte und das Fell des Jaguars mit Brandflecken übersät wurde.
Die Götter schauten gespannt zum Himmel und warteten auf die Rückkehr der beiden. Der Himmel färbte sich allmählich rot und im Osten erschien Nanhuatzin als mächtiger hellstrahlender Sonnengott Tonatiuh wieder. Kurz darauf erschien Tcuciztecal ebenfalls hellerleuchtet im Osten. Die Götter befürchteten, dass die neue Welt so viel Licht nicht ertragen würde, aus diesem Grund lief einer der Götter hinaus und warf ein Kaninchen in Tcuciztecals Gesicht. Auf Grund der Verletzung wurde die Strahlkraft Tcuciztecal geschwächt. Dies ist der Grund, weshalb der Mond weniger hell scheint als die Sonne. Obwohl Sonne und Mond vorhanden waren, bewegten sie sich nicht. Die Götter kamen zu der Einsicht, dass sie sich selber opfern müssten, um die Sonne in Bewegung zusetzen. Ein Gott nach dem anderen wurde geopfert, indem Quetzalcoatl ihnen methodisch mit einem Opfermesser das Herz herausschnitt und dies zusammen mit ihrem Geschmeide in ihre Gewänder einwickelte.
Die Opferung der Götter bei Teotihuacan erschuf die Sonne der Bewegung. So wie die Götter sich opfern mussten, sollten auch die Menschen ihre Herzen und ihr Blut opfern, um die fünfte Sonne in ihrer Bahn und in Bewegung zu halten und somit das Fortbestehen allen Lebens zu sichern.